# 水野信行
水野 信行（みずの のぶゆき、1948年8月9日 - ）は、日本のホルン奏者。東京音楽大学教授、東京芸術大学、沖縄県立芸術大学講師。

## 人物
長野県須坂市生まれ。長野県須坂高等学校在学中よりホルンを学ぶ。谷中甚作に師事。高校卒業と同時に渡欧。日本人で初めてバンベルク交響楽団の首席ホルン奏者を24年間勤めた。33年間のドイツ生活に終止符を打ち、2003年4月から本拠地を東京に移す。後進の指導を中心に、室内楽、ソロにと幅広い活動をしている。

## 略歴
- 1970年 - ドイツ・デトモルト音楽大学でM・ツィラー、M・ヘルツェルに学ぶ。その他、H・バウマン、P・ダムにも師事。
- 1973年 - ドイツ・ホッホシューレ音楽コンクール・ホルン部門第2位入賞。
- 1987年 - ロンドン王立音楽院にてアソシエート・ディプロムを取得。
- 1990年 - 第4回グローバル音楽奨励賞を受賞。

## 主な活動
- 1975年 - 1980年　アーヘン市立歌劇場管弦楽団
- 1980年 - 2003年　バンベルク交響楽団 首席ホルン奏者

1995年（指揮者ホルスト・シュタイン）、2000年（ミッコ・フランク）のバンベルク響来日公演では、須坂市のメセナホールでも公演が行われ、「故郷に錦を飾った｣。また、桐朋学園出身者ではないが、サイトウ・キネン・オーケストラのメンバーとして参加しており、2007年まで水戸室内管弦楽団のメンバーでもあった。草津国際音楽アカデミー&フェスティバルでは講師をつとめている。

## 主なCD
- 「ホルンと弦楽アンサンブルの楽しみ」
- 「ロマンティッシェ・ホルンムジーク」（ブラームス：ホルン三重奏曲、他）

（共にMeister Music）